# NGC 206
NGC 206 – chmura gwiazd Galaktyki Andromedy, znajdująca się w gwiazdozbiorze Andromedy. Została odkryta 17 października 1786 roku przez Williama Herschela.
NGC 206 jest jednym z największych obszarów formowania się gwiazd w obrębie Grupy Lokalnej.